# K-1 Dynamite!! USA
SoftBank presents Dynamite!! USA, ou simplesmente K-1 Dynamite!! USA foi um evento de MMA organizado pela K-1 realizado no dia 02 de Junho de 2007 (Sábado) no Los Angeles Memorial Coliseum.

## Background
Este evento contou com a primeira luta de MMa de Brock Lesnar e a revanche de Royce Gracie contra o Kazushi Sakuraba.

## Resultados
- Fonte:Sherdog[1]

## Bolsas
Total: $1,057,500.

| Lutador            | Bolsa    | Notas                                                     |
| ------------------ | -------- | --------------------------------------------------------- |
| Brock Lesnar       | $170,000 | Sem bônus da vitória                                      |
| Royce Gracie       | $300,000 | Sem bônus da vitória                                      |
| Johnnie Morton     | $100,000 | Bolsa dividida                                            |
| Melvin Manhoef     | $50,000  |                                                           |
| Jonathan Wiezorek  | $40,000  | Incluído a bolsa da vitória ($25K win bonus)              |
| Gesias Calvancanti | $36,000  | Descontou $9K por nao atingir o peso                      |
| Min Soo Kim        | $30,000  |                                                           |
| Kazushi Sakuraba   | $130,000 |                                                           |
| "Mighty" Mo Siliga | $30,000  |                                                           |
| Ruben Villareal    | $30,000  |                                                           |
| Nam Phan           | $29,500  | Bônus de $4.5K por lutar contra um oponente acima do peso |
| Jake Shields       | $24,000  |                                                           |
| Dong Sik Yoon      | $20,000  |                                                           |
| Tim Persey         | $20,000  |                                                           |
| Hideo Tokoro       | $15,000  | Sem bônus da vitória                                      |
| Katsuhiko Nagata   | $15,000  | Sem bônus da vitória                                      |
| Brad Pickett       | $8,000   |                                                           |
| Bernard Ackah      | $5,000   | Sem bônus da vitória                                      |
| Ido Pariente       | $2,500   |                                                           |
| Isaiah Hill        | $2,500   |                                                           |